# Почепцов, Андрей Викторович
Андрей Викторович Почепцов (род. 1 июня 1968, Ленинград, СССР) — советский и российский футболист, защитник; тренер

## Карьера

### Игровая
Воспитанник ленинградского футбола. До 1992 года играл за местные «Динамо» и «Зенит». В 1993—1994 годах провёл 50 матчей в Высшей лиге в составе сочинской «Жемчужины», забил 1 гол. 1995 год отыграл за «Сатурн-1991» в Первой лиге, оставшуюся карьеру играл в клубах Второй лиги «Гатчина» (1996—1997), питерское «Динамо» (1997—1999) и «Северсталь» (2000—2003).

### Тренерская
В 2004—2009 годах работал тренером в «Северстали»/«Шексне». В 2009—2022 годах — тренер в академии «Зенита». С командами ЮФЛ-1 занял 1-е место (в 2021 году, с командой игроков 2003 года рождения) и 3-е место (в 2022 году). Тренер в «Зените-2» с октября 2022 года.

## Достижения
- Победитель зоны «Запад» Второго дивизиона России: 2000
- Победитель Второй низшей лиги СССР: 1991